# Karl S. Guthke
Karl Siegfried Guthke (* 17. Februar 1933 in Lingen, Ems) ist ein deutsch-US-amerikanischer Germanist.

## Leben
Guthke besuchte das Ubbo-Emmius-Gymnasium in Leer (Ostfriesland). Nach einem Studium der Anglistik, Germanistik und Philosophie in Heidelberg und an der University of Texas (Abschluss: M.A.) wurde er 1956 in Göttingen promoviert. Seine Dissertation trägt den Titel „Der deutsche Sturm und Drang und die englische Vorromantik“. Im Anschluss lehrte er zunächst in Göttingen, dann an der University of California (Berkeley), wo er 1958 Assistenzprofessor und 1959 Associate Professor wurde, und 1965 bis 1968 an der University of Toronto. 1968 wurde er an die Harvard-Universität, Cambridge/USA, berufen, wo er seit 1973 „Kuno Francke Professor of German Art and Culture“ ist und mittlerweile emeritiert wurde.
Am 24. April 1965 heiratete er Dagmar von Nostitz (6. November 1936), die Tochter des Diplomaten Siegfried von Nostitz und dessen Frau Gisela (geborene Freiin von Dörnberg), mit der er einen gemeinsamen Sohn hat. Der Politiker Wolfgang von Nostitz ist sein Schwager.
Guthke ist Mitglied des Sidney Sussex College, Cambridge/England und ehemaliges Mitglied des Institute of Advanced Studies in the Humanities Edinburgh, des Humanities Research Centre Canberra und des Forschungszentrums Wolfenbüttel. Außerdem ist er korrespondierendes Mitglied des British Institute of German Studies, London. Er war 1971 bis 1973 Präsident der Lessing-Gesellschaft, deren Ehrenpräsident er anschließend wurde.
Seine Interessen liegen besonders in der Literatur- und Kulturgeschichte deutschsprachiger Länder, aber auch in der Wissenschaftsgeschichte und vergleichenden Literaturwissenschaft, insbesondere Gerhart Hauptmann, Albrecht von Haller, Gotthold Ephraim Lessing, B. Traven, Tragikomödie und Letzte Worte. 2018 erschienen auf Deutsch seine Lebenserinnerungen an die „goldenen Jahre der Migration nach Nordamerika“ unter dem Titel Von Heidelberg nach Harvard.

## Schriften (Auswahl)
- Englische Vorromantik und deutscher Sturm und Drang. M. G. Lewis' Stellung in der Geschichte der deutsch-englischen Literaturbeziehungen. 1958.
- Geschichte und Poetik der deutschen Tragikomödie 1961.
- Haller und die Literatur. 1962.
- Der Stand der Lessing-Forschung. Ein Bericht über die Literatur 1932–1962. 1965.
- Wege zur Literatur. Studien zur deutschen Dichtungs- und Geistesgeschichte. 1967.
- Die moderne Tragikomödie. Theorie und Gestalt. 1968. (digi20.digitale-sammlungen.de).
- Hallers Literaturkritik. 1970.
- Die Mythologie der entgötterten Welt. Ein literarisches Thema von der Aufklärung bis zur Gegenwart. 1971.
- Das deutsche bürgerliche Trauerspiel. 1972.
- Literarisches Leben im achtzehnten Jahrhundert in Deutschland und in der Schweiz 1975.
- Das Abenteuer der Literatur. Studien zum literarischen Leben der deutschsprachigen Länder von der Aufklärung bis zum Exil. 1981.
- Der Mythos der Neuzeit. Das Thema der Mehrheit der Welten in Literatur und Philosophie von der Kopernikanischen Wende bis zur Science Fiction. 1983.
- Das Geheimnis um B. Traven entdeckt und rätselvoller denn je. 1984.
- B. Traven. Biographie eines Rätsels. 1987.
- Letzte Worte. Variationen über ein Thema der Kulturgeschichte des Westens. 1990.
- Die Entdeckung des Ich. Studien zur Literatur. 1993.
- Schillers Dramen. Idealismus und Skepsis. 1994.
- Ist der Tod eine Frau? 1997.
- Der Blick in die Fremde: Das Ich und das andere in der Literatur. 2000.
- Goethes Weimar und „Die große Öffnung in die weite Welt“. 2001.
- Lessings Horizonte, Grenzen und Grenzenlosigkeit der Toleranz. 2003.
- Die Erfindung der Welt. 2005.
- Sprechende Steine. 2006.

Eine vollständige Liste seiner Bücher und seiner über 200 Zeitschriftenartikel findet sich in: History and Literature. Essays in Honor of Karl S. Guthke. Stauffenburg-Verlag, Tübingen 2000, ISBN 3-86057-643-7. Eine Ergänzung scheint allerdings angebracht: Zum Artikel Letzte Worte in der Medien-Kultur erschien eine estnische Übersetzung (folklore.ee bzw. folklore.ee PDF).